# Thuli Brilliance Makama
Thuli Brilliance Makama est une avocate swazi spécialisée dans les questions environnementales. En 2010, elle reçoit le prix Goldman pour l'environnement.

## Combats juridiques
Unique avocate spécialisée dans les questions environnementales d'intérêt public dans la dernière monarchie absolue d'Afrique qu'est l'Eswatini, Thuli Brilliance Makama a réussi, après une bataille juridique de trois ans, à faire en sorte que les ONG soient représentées dans la Swaziland Environment Authority, l’instance chargée de la gestion de l'environnement. « Nous voulons que les populations puissent avoir leur mot à dire dans la gestion et les bénéfices tirés des ressources humaines ».
Mais si cette bataille juridique est la raison principale invoquée par le jury du Prix Goldman, Thuli Brilliance Makama est surtout connue dans son pays pour s'être opposée aux réserves privées de gibier et aux assassinats aveugles de présumés braconniers vivant à proximité. Alors que la moitié des Swazi vit dans la pauvreté, manquant de nourriture et d'eau, le royaume de l'Eswatini est devenu une destination de safari et de chasse aux trophées, réputée internationalement. Les parcs de l'Eswatini, notamment le Parc national royal de Hlane, ne sont pas contrôlés par le gouvernement mais, grâce à une concession obtenue du roi, par une société privée, Big Game Parks. Les gardes forestiers de cette société bénéficient depuis 1997 d'une immunité contre les poursuites tant qu'ils « protègent le gibier » contre de présumés braconniers, jusqu'à les assassiner. Les communautés locales, dont beaucoup ont été expulsées de leurs terres pour rendre possible l'extension des parcs à safari, se sont plaintes de l'augmentation du nombre de personnes tuées par balle pour braconnage présumé. Thuli Brilliance Makama affirme qu'une cinquantaine de personnes, vivant difficilement en périphérie des réserves, ont été tuées par les gardes de Big Game Parks depuis 1997. Elle a intenté un procès à cette société, expliquant à propos des habitants ainsi tués : « ce ne sont que des chasseurs et des cueilleurs qui en ont besoin pour survivre. Des gens sont tués pour avoir chassé une antilope ». C'est donc paradoxalement cette défenseuse de braconniers que le jury Goldman a récompensé en 2010.